# Drepanolejeunea mosenii
Drepanolejeunea mosenii là một loài Rêu trong họ Lejeuneaceae. Loài này được Bischl. mô tả khoa học đầu tiên..